# Dimorphocalyx murinus
Dimorphocalyx murinus är en törelväxtart som beskrevs av Adolph Daniel Edward Elmer. Dimorphocalyx murinus ingår i släktet Dimorphocalyx och familjen törelväxter. Inga underarter finns listade i Catalogue of Life.